# Han Hyun-sook
Han Hyun-Sook (17 de março de 1970) é uma ex-handebolista sul-coreana, bicampeã olímpica.
Fez parte da geração de ouro sul-coreana, medalha de ouro, em Seul 1988 e Barcelona 1992.